# One of These Nights
One of These Nights is het vierde studioalbum van de Amerikaanse rockband Eagles. Het album werd in 1975 uitgebracht en bracht drie hitsingles voort: de titeltrack "One of These Nights", "Lyin' Eyes" en "Take It to the Limit". Verder bevat het album het enige Eagles-nummer waarop gitarist Don Felder de leadvocalen zingt, "Visions" en het bij de fans geliefde duet "After the Thrill Is Gone". Ook is One of These Nights het laatste Eagles-album waarop Bernie Leadon te horen is.

## Tracks
1. "One of These Nights" (Henley, Frey) – 4:51
  - Gezongen door Don Henley en Randy Meisner
2. "Too Many Hands" (Meisner, Felder) – 4:43
  - Gezongen door Randy Meisner
3. "Hollywood Waltz" (B. Leadon, Tom Leadon, Henley, Frey) – 4:04
  - Gezongen door Don Henley
4. "Journey of the Sorcerer" (B. Leadon) – 6:40
  - Instrumentaal
5. "Lyin' Eyes" (Henley, Frey) – 6:22
  - Gezongen door Glenn Frey
6. "Take It to the Limit" (Meisner, Henley, Frey) – 4:49
  - Gezongen door Randy Meisner
7. "Visions" (Felder, Henley) – 4:00
  - Gezongen door Don Felder
8. "After the Thrill Is Gone" (Henley, Frey) – 3:58
  - Gezongen door Glenn Frey en Don Henley
9. "I Wish You Peace" (Patti Davis, Leadon) – 3:45
  - Gezongen door Bernie Leadon

## Bandleden
- Glenn Frey
- Don Henley
- Randy Meisner
- Bernie Leadon
- Don Felder

## Prijzen

### GewonnenGrammy Awards
- 1975: "Lyin' Eyes", Best Pop Performance By a Duo or Group

### Grammy Award-nominaties
- 1975: One of These Nights, Album of the Year
- 1975: "Lyin' Eyes", Record of the Year

## Hitlijsten

### Singles
| "One of These Nights" in de Nederlandse Top 40 (binnen 19-07-1975) | "One of These Nights" in de Nederlandse Top 40 (binnen 19-07-1975) | "One of These Nights" in de Nederlandse Top 40 (binnen 19-07-1975) | "One of These Nights" in de Nederlandse Top 40 (binnen 19-07-1975) | "One of These Nights" in de Nederlandse Top 40 (binnen 19-07-1975) | "One of These Nights" in de Nederlandse Top 40 (binnen 19-07-1975) | "One of These Nights" in de Nederlandse Top 40 (binnen 19-07-1975) | "One of These Nights" in de Nederlandse Top 40 (binnen 19-07-1975) | "One of These Nights" in de Nederlandse Top 40 (binnen 19-07-1975) | "One of These Nights" in de Nederlandse Top 40 (binnen 19-07-1975) |
| Week                                                               | 1                                                                  | 2                                                                  | 3                                                                  | 4                                                                  | 5                                                                  | 6                                                                  | 7                                                                  | 8                                                                  |                                                                    |
| ------------------------------------------------------------------ | ------------------------------------------------------------------ | ------------------------------------------------------------------ | ------------------------------------------------------------------ | ------------------------------------------------------------------ | ------------------------------------------------------------------ | ------------------------------------------------------------------ | ------------------------------------------------------------------ | ------------------------------------------------------------------ | ------------------------------------------------------------------ |
| Nummer                                                             | 17                                                                 | 7                                                                  | 5                                                                  | 5                                                                  | 5                                                                  | 9                                                                  | 19                                                                 | 34                                                                 | uit                                                                |

| "Lyin' Eyes" in de Nederlandse Top 40 (binnen 22-11-1975) | "Lyin' Eyes" in de Nederlandse Top 40 (binnen 22-11-1975) | "Lyin' Eyes" in de Nederlandse Top 40 (binnen 22-11-1975) | "Lyin' Eyes" in de Nederlandse Top 40 (binnen 22-11-1975) | "Lyin' Eyes" in de Nederlandse Top 40 (binnen 22-11-1975) | "Lyin' Eyes" in de Nederlandse Top 40 (binnen 22-11-1975) | "Lyin' Eyes" in de Nederlandse Top 40 (binnen 22-11-1975) |
| Week                                                      | 1                                                         | 2                                                         | 3                                                         | 4                                                         | 5                                                         |                                                           |
| --------------------------------------------------------- | --------------------------------------------------------- | --------------------------------------------------------- | --------------------------------------------------------- | --------------------------------------------------------- | --------------------------------------------------------- | --------------------------------------------------------- |
| Nummer                                                    | 25                                                        | 19                                                        | 19                                                        | 28                                                        | 34                                                        | uit                                                       |